# Marcelo Victor
Marcelo Victor Correia dos Santos (Palmeira dos Índios, 4 de setembro de 1979), é um pecuarista e político brasileiro, filiado ao MDB. É deputado estadual por AL, estando em seu quinto mandato consecutivo, servindo como presidente da Assembleia Legislativa de Alagoas desde 2019.